# Lemniskate
Eine Lemniskate (von griechisch λημνίσκος lēmnískos ‚Schleife‘) ist eine schleifenförmige geometrische Kurve in der Form einer liegenden Acht. Meist ist mit „Lemniskate“ die Lemniskate von Bernoulli gemeint.

## Lemniskate von Bernoulli

Lemniskate von Bernoulli

Die Lemniskate von Bernoulli (nach Jakob I Bernoulli) ist eine algebraische Kurve vom Grad 4, sie hat die Gleichung
{\displaystyle (x^{2}+y^{2})^{2}=2a^{2}(x^{2}-y^{2})}
mit einem Parameter {\displaystyle a\in \mathbb {R} }, der den Abstand der Punkte {\displaystyle F_{1}} und {\displaystyle F_{2}} vom Ursprung bezeichnet. Sie stellt die Ortskurve aller Punkte {\displaystyle P} mit {\displaystyle PF_{1}\cdot PF_{2}=a^{2}} dar. Ihre Schnittpunkte mit der {\displaystyle x}-Achse liegen bei {\displaystyle \pm {\sqrt {2}}a} sowie im Ursprung. 
In Polarkoordinaten wird sie durch die Gleichung
{\displaystyle r^{2}=2a^{2}\cos 2\phi }
beschrieben. Sie ist ein Spezialfall der Cassinischen Kurve, die allgemeiner durch {\displaystyle PF_{1}\cdot PF_{2}=c^{2}} mit {\displaystyle c\in \mathbb {R} _{0}^{+}} definiert ist. Die Lemniskate entsteht für {\displaystyle c=a}.

## Lemniskate von Booth

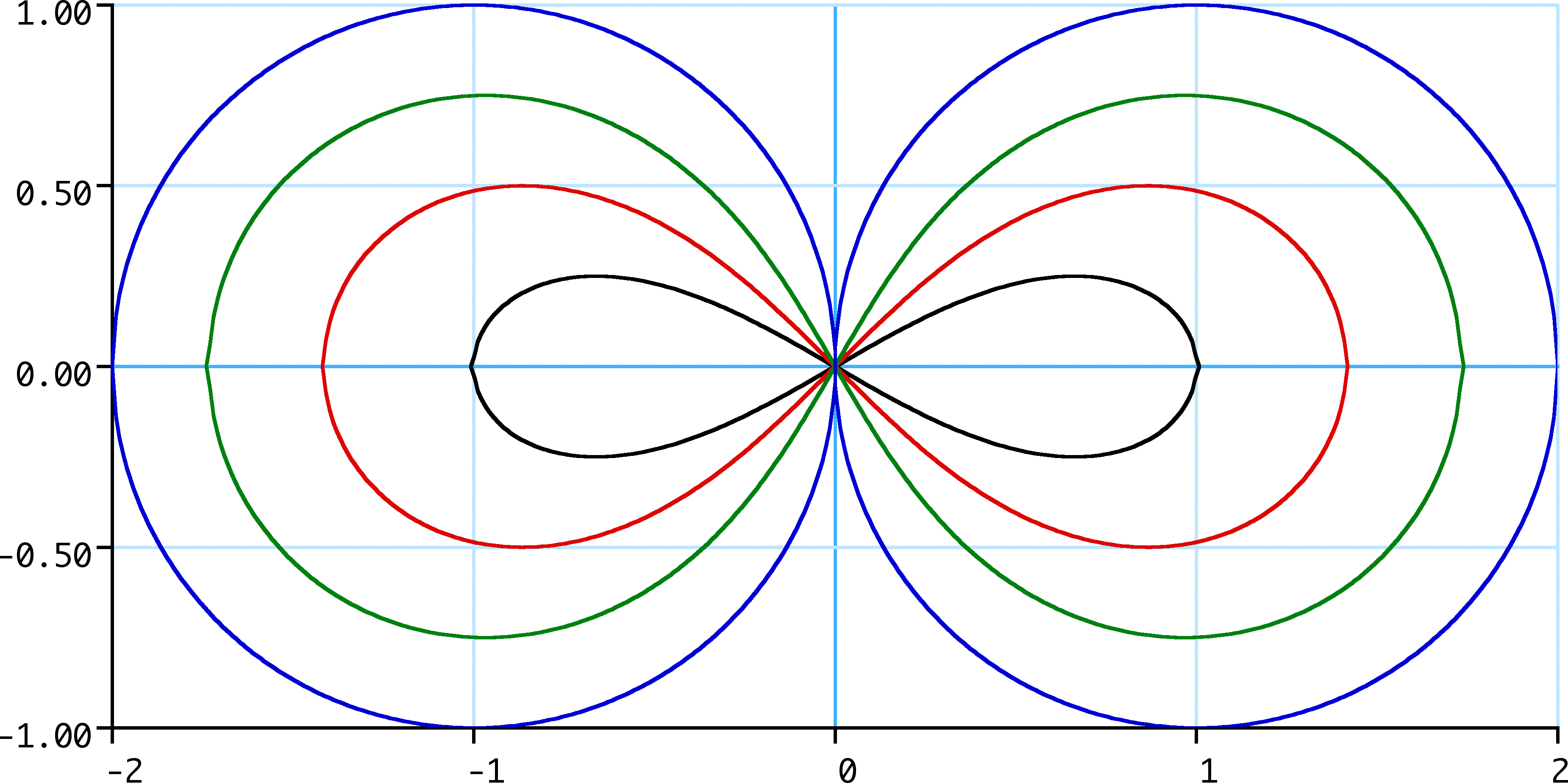
Lemniskate von Booth

Die Lemniskate von Booth (nach James Booth) ist eine algebraische Kurve vom Grad 4, sie hat die Gleichung
{\displaystyle (x^{2}+y^{2})^{2}=cx^{2}+dy^{2}}
mit {\displaystyle c>0>d}.
Für {\displaystyle d=-c} erhält man eine Lemniskate von Bernoulli.
Sie ist ein Sonderfall der Hippopede des Proklos (o. B. d. A. gilt {\displaystyle c>0} und {\displaystyle c>d}):
{\displaystyle (x^{2}+y^{2})^{2}=cx^{2}+dy^{2}}
für den Fall {\displaystyle d<0}. Für {\displaystyle d>0} hat man ovalförmige geschlossene Kurven, weshalb sie in diesem Fall Ovale von Booth heißen. Der Name Hippopede kommt aus dem Griechischen und hat seinen Ursprung darin, dass sie an eine Fußfessel für Pferde erinnern. Sie sind Sonderfälle der Spiralen des Perseus, die sich als Parallelschnitte durch einen Torus ergeben, wobei die Ebenen senkrecht auf der Achse in der Ebene des Torus stehen. Die Lemniskate ergibt sich, wenn die Ebene gerade den inneren Ring im Torus berührt.

## Lemniskate von Gerono

Lemniskate von Gerono: Lösungsmenge von x^{4}−x^{2}+y^{2}=0

Die nach Camille-Christophe Gerono benannte Lemniskate von Gerono ist eine algebraische Kurve vom Grad 4 und Geschlecht 0, sie hat die Gleichung
{\displaystyle x^{4}-x^{2}+y^{2}=0.}
Als Kurve vom Geschlecht 0 kann sie durch rationale Funktionen parametrisiert werden, beispielsweise durch:
{\displaystyle x={\frac {t^{2}-1}{t^{2}+1}}}
{\displaystyle y={\frac {2t(t^{2}-1)}{(t^{2}+1)^{2}}}}
Eine einfachere Parametrisierung ist die Parametrisierung als Lissajous-Figur:
{\displaystyle x=\cos \varphi }
{\displaystyle y=\sin \varphi \,\cos \varphi =\sin(2\varphi )/2}
Lawrence gibt die etwas allgemeinere Gleichung an:
{\displaystyle z^{4}=a^{2}\cdot (z^{2}-w^{2})}
Diese hat die Parameterdarstellung:
{\displaystyle z=a\cos(t)}
{\displaystyle w=a\sin(t)\cdot \cos(t)}
mit {\displaystyle -\pi \leq t\leq \pi }.
Sie wird auch als Acht-Knoten (Eight knot) bezeichnet.
Die Kurve war schon Grégoire de Saint-Vincent (Opus geometricum quadraturae circuli et sectionum coni, 1647, als parabolis virtualis), Christiaan Huygens  (Brief an Gottfried Wilhelm Leibniz 16. März 1691, mit der Bezeichnung Lemniskate) und Gabriel Cramer (1750, der sie Doppelsack nannte) bekannt. Jules Antoine Lissajous behandelt sie, parametrisiert durch trigonometrische Funktionen, 1857. Nach Gerono benannt wurde die Kurve Ende des 19. Jahrhunderts (zum Beispiel Gabriel-Marie, Exercices de géométrie descriptive, 1900).